# Fantasma dell'Opera (personaggio)
Erik è il protagonista del romanzo del 1910 Il fantasma dell'Opera di Gaston Leroux. Egli è anche l'antagonista di molti adattamenti cinematografici del romanzo, in particolare del film del 1925 con Lon Chaney, e il musical di Andrew Lloyd Webber debuttato nel West End (Londra) nel 1986.

## Storia del personaggio
La storia del personaggio non è spiegata chiaramente nel libro. Tuttavia si può dedurre qualcosa circa la vita di Erik grazie ad alcune battute dei personaggi (specialmente il Persiano e Madame Giry). Erik si lamenta del fatto che sua madre era inorridita dal suo aspetto e che suo padre, un maestro muratore, non lo vide mai. È inoltre emerso che "Erik" non era, in realtà, il suo nome di nascita, ma uno che si era dato. Erik parla di sé stesso chiamandosi “Il fantasma dell'opera”, o “la morte rossa”
Erik è nato in un piccolo paese al di fuori di Rouen, in Francia. Nato deforme, è causa "di orrore" per la sua famiglia e, di conseguenza, fugge via e viene catturato da un gruppo di zingari, che lo rendono una attrazione da circo, dove è conosciuto come "le mort vivant" ("il morto vivente"). Durante il suo periodo con la tribù, Erik diventa un grande illusionista, mago e ventriloquo. La sua reputazione di queste competenze e la sua abilità nel canto si diffonde rapidamente e un giorno un commerciante di pellicce parla di lui allo Scià di Persia. A causa degli ordini dello Scià, il Persiano rapisce Erik e lo porta in Iran.
Erik si dimostra un architetto di talento e costruisce per lo Scià un palazzo molto speciale. L'edificio è stato progettato con botole e stanze segrete che fanno sì che nemmeno il minimo bisbiglio possa essere considerato privato.
Erik è anche un assassino politico, che uccide le sue vittime impiccandole o strangolandole con la garrotta.
Erik, fuggito dalla Persia, va a Costantinopoli e poi a Parigi, dove viene assunto come architetto per costruire il Teatro dell'Opera della città
Durante la costruzione egli dissemina botole e passaggi segreti in tutto il teatro, rendendolo il suo parco dei divertimenti. Si costruisce anche una casa nei sotterranei dell'Opera dove poteva vivere lontano dalla crudeltà dell'uomo. Nel suo isolamento, Erik trascorre venti anni, mentre compone un'opera dal titolo Don Juan Triumphant. Erik rapisce Christine Daaé sua allieva e protetta ed esprime il suo desiderio di sposarla. Egli ha conservato una fornitura massiccia di polvere da sparo sotto il teatro, e, se lei rifiuta la sua offerta, farà esplodere il teatro. Intanto Raul, fidanzato di Christine, giunge nei sotterranei per liberare l'amata. Erik è commosso da tanto amore e libera Raoul e Christine Daaé. Ma prima di farlo, Erik fa promettere a Christine che quando morirà tornerà a seppellirlo. Poco dopo il fantasma muore in circostanze poco chiare.

## Le deformità di Erik

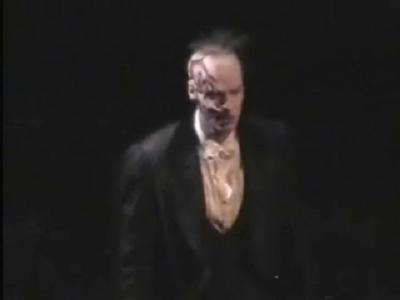
Phantom rappresentato in scena dall'attore Hugh Panaro.

Nel romanzo di Leroux Erik è descritto come un cadavere, senza naso, gli occhi e le guance infossate; ha la pelle color pergamena e solo pochi ciuffi di capelli neri sulla testa. Egli è spesso descritto come "uno scheletro ambulante" (dorme in una bara) e Christine dice che ha sempre le mani fredde.
Lon Chaney è stato il primo Fantasma nell'Opera nel film del 1925 ed è il più somigliante alla descrizione del libro.
Nell'adattamento musicale di Andrew Lloyd Webber solo la metà destra del volto di Erik è deformata (dunque la famosa mezza-maschera spesso associato all'aspetto di Erik.) perché il regista Hal Prince si rese conto che una maschera completa avrebbe reso molto difficile l'espressione.
Il logo con una maschera piena è stato pubblicizzato prima del cambiamento. Le deformità, nel musical, includono uno squarcio sul lato destro della sua testa calva con i tessuti del cranio esposti, un allungamento della narice destra, un sopracciglio destro mancante, le labbra deformate, gli occhi di colore diverso e diverse macchie rosse che sembrano croste sulla guancia destra. L'attore, per mettersi tutte queste protesi, impiega circa 3-4 ore.
Nell'adattamento cinematografico del 2004 Erik è reso molto meno raccapricciante. Il critico cinematografico Roger Ebert ha commentato che Gerard Butler era troppo bello per il film e che le sue maschere erano più un accessorio di moda che un tentativo di nascondere la sua deformità. In questo film Erik ha la tempia destra bitorzoluta, le palpebre dell'occhio destro consumate, non ha il sopracciglio destro, ha alcune ustioni e la parte superiore della guancia destra è leggermente tirata indietro.

## Il Musical di Andrew Lloyd Webber
Fantasma dell'Opera (Phantom) di Andrew Lloyd Webber: tenore (baritono). Geniale musicista dal volto sfigurato che vive nei sotterranei dell'Opéra Populaire di Parigi, incombendo con la sua minacciosa presenza sugli artisti e i tecnici teatro, pretendendo di imporre le sue idee artistiche e di ricevere una rendita dagli impresari. Si innamora della giovane Christine, facendone la sua allieva. Secondo quanto riferito da Madame Giry, anni prima era giunto a Parigi con un gruppo di freaks circensi, fuggendo e rifugiandosi così nel teatro. La tessitura del personaggio è sostanzialmente quella di un tenore drammatico (sebbene numerosi interpreti, come Howard McGillin, siano propriamente dei baritoni), con una spiccata cantabilità nella fascia media del registro e una buona padronanza delle note basse, ma al tempo stesso in grado di ottenere acuti forti e squillanti. Il ruolo inoltre rende preferibile una buona dimestichezza con il canto lirico (sebbene in alcuni dei più noti interpreti, inclusi Michael Crawford e Colm Wilkinson, tale caratteristica sia del tutto assente).
L'estensione di oltre due ottave richiesta dalla partitura e le particolari esigenze drammatiche del personaggio rendono il ruolo uno tra più ardui e ambiti tra quelli proposti dall'odierno panorama del teatro musicale.
Considerato spesso come uno dei più importanti traguardi nella carriera di un cantante di musical, ha avuto come interpreti artisti di primo piano nel mondo del musical (Hugh Panaro, John Owen Jones, oltre ai già citati Michael Crawford, Colm Wilkinson e Howard McGillin), attraendo anche interpreti estranei al genere, come il tenore wagneriano Peter Hoffmann, il cantante rock Paul Stanley, e per un breve periodo dopo il debutto dell'opera anche Michael Jackson si mostrò interessato.

## InLove Never Dies
Nel musical di Andrew Lloyd Webber "Phantom: Love Never Dies" vengono raccontati gli eventi successivi alla fatidica notte dell'assassinio di Ubaldo Piangi.
Sono passati dieci anni ed Erik, emigrato in America, ha fatto fortuna.
Nei panni di anonimo mecenate invita la primadonna Christine Daaé a cantare nel suo nuovo teatro dell'Opera, Phantasma.
Ma quando la diva giunge a New York il Fantasma scopre che il figlio di Christine è suo e non del visconte Raul.
Infatti i due avevano trascorso una notte di passione la vigilia delle nozze di Christine con Raul. La diva era disposta ad annullare le nozze e vivere con lui che, per paura di essere rifiutato, fuggì all'alba. Gustave, il figlio di Christine ed Erik, ha grandi doni musicali, sia vocali (è un bambino di 10 anni ed è quindi una voce bianca), sia nell'esecuzione di pezzi musicali al pianoforte. Alla fine del musical Christine, morente, rivela a Gustave di essere figlio di Erik, ed il sipario cala con l'abbraccio tra padre e figlio.

### Il fantasma di Manhattan
Nel 1999 lo scrittore Frederick Forsyth scrisse un romanzo dal titolo Il Fantasma di Manhattan; esso si proponeva di essere un ideale sequel tanto del romanzo originale di Leroux quanto del musical di Webber, colmando le incongruenze tra le due opere. Poiché in realtà l'autore si è avvalso dell'aiuto dello stesso Webber, la trama di fondo è in realtà molto simile a quella di Love Never Dies, con alcune differenze dovute al rapporto col romanzo originale.
Il romanzo aggiunge però molte notizie di ciò che accade ai personaggi in seguito alla morte di Christine; stando a esso, Erik andrà a vivere a New York con suo figlio (nel libro chiamato Pierre e non Gustave) e morirà nel 1940.

## Interpreti
Film
- Nils Olaf Chrisander nella versione tedesca del 1916 di Ernst Matray.
- Lon Chaney, nel film muto del 1925 di Rupert Julian
- Claude Rains nella versione del 1943.
- Herbert Lom nella versione del 1962.
- William Finley ne Il fantasma del palcoscenico del 1974 di Briam De Palma
- Robert Englund nella versione del 1989, in cui lo spettacolo viene dichiarato horror.
- Julian Sands nell'adattamento del 1998 di Dario Argento
- Gerard Butler nell'adattamento cinematografico del musical di Webber del 2004.

Televisione
- Maximilian Schell nella serie televisiva del 1983.
- Charles Dance in un telefilm in due puntate del 1990.

Teatro
- Edward Petherbridge, nella versione teatrale inglese del 1976
- Peter Straker, nella versione di Ken Hill

Love Never Dies
- Ramin Karimloo: interprete originale a Londra.
- Tam Mutu: primo sostituto di Karimloo
- Derek Andrews: secondo sostituto di Karimloo
- Ben Lewis: interprete originale della versione australiana

Andrew Lloyd Webber's Phantom of the Opera
| Anno | West End                                                 | Broadway                                                        |
| ---- | -------------------------------------------------------- | --------------------------------------------------------------- |
| 1986 | - Phantom: Michael Crawford                              | -                                                               |
| 1987 | - Phantom: Michael Crawford / Dave Willetts              | -                                                               |
| 1988 | - Phantom: Dave Willetts                                 | - Phantom: Michael Crawford / Timothy Nolen                     |
| 1989 | - Phantom: Dave Willetts / Martin Smith                  | - Phantom: Cris Groenendaal / Steve Barton                      |
| 1990 | - Phantom: Martin Smith / Peter Karrie / Dave Willetts   | - Phantom: Steve Barton / Kevin Gray                            |
| 1991 | - Phantom: Dave Willetts / Peter Karrie                  | - Phantom: Kevin Gray/ Mark Jacoby                              |
| 1992 | - Phantom: Peter Polycarpou / Peter Karrie               | - Phantom: Mark Jacoby                                          |
| 1993 | - Phantom: Peter Karrie                                  | - Phantom: Mark Jacoby / Marcus Lovett                          |
| 1994 | - Phantom : Ethan Freeman                                | - Phantom: Marcus Lovett / Davis Gaines                         |
| 1995 | - Phantom : Ethan Freeman / Grant Norman                 | - Phantom: Davis Gaines                                         |
| 1996 | - Phantom: Simon Bowman                                  | - Phantom: Davis Gaines / Thomas James O'Leary                  |
| 1997 | - Phantom: Simon Bowman / Peter Cousens / Glyn Kerslake  | - Phantom: Thomas James O'Leary                                 |
| 1998 | - Phantom: Glyn Kerslake / Peter Cousens                 | - Phantom: Thomas James O'Leary / Davis Gaines                  |
| 1999 | - Phantom: Peter Cousens / Mike Sterling / Scott Davies  | - Phantom: Thomas James O'Leary / Hugh Panaro / Howard McGillin |
| 2000 | - Phantom: Scott Davies                                  | - Phantom: Howard McGillin                                      |
| 2001 | - Phantom: Scott Davies / John Owen-Jones                | - Phantom: Howard McGillin                                      |
| 2002 | - Phantom: John Owen-Jones                               | - Phantom: Howard McGillin                                      |
| 2003 | - Phantom: John Owen-Jones                               | - Phantom: Hugh Panaro                                          |
| 2004 | - Phantom: John Owen-Jones                               | - Phantom: Hugh Panaro                                          |
| 2005 | - Phantom: John Owen-Jones / Earl Carpenter              | - Phantom: Hugh Panaro/ Howard McGillin                         |
| 2006 | - Phantom: Earl Carpenter                                | - Phantom: Howard McGillin                                      |
| 2007 | - Phantom: Earl Carpenter / Ramin Karimloo               | - Phantom: Howard McGillin                                      |
| 2008 | - Phantom: Ramin Karimloo                                | - Phantom: Howard McGillin / John Cudia                         |
| 2009 | - Phantom: Ramin Karimloo / David Shannon                | - Phantom: Howard McGillin / John Cudia                         |
| 2010 | - Phantom: David Shannon / John Owen-Jones               | - Phantom: John Cudia / Hugh Panaro                             |
| 2011 | - Phantom: John Owen-Jones / Earl Carpenter              | - Phantom: Hugh Panaro                                          |
| 2012 | - Phantom: Earl Carpenter / Peter Jöback / Marcus Lovett | - Phantom: Hugh Panaro                                          |
| 2013 | - Phantom: Marcus Lovett                                 | - Phantom: Hugh Panaro / Peter Jöback                           |
| 2014 | - Phantom: Geronimo Rauch                                | - Phantom: Hugh Panaro / Norm Lewis                             |
| 2015 | - Phantom: Geronimo Rauch                                | - Phantom: Norm Lewis /James Bourbage                           |

- Robert Guillaume, sostituto di Michael Crawford, è stato l'unico artista di colore a sostenere il ruolo del fantasma nel musical di Andrew Lloyd Webber.
- Brad Little, Fantasma nel tour mondiale del musical di Andrew Lloyd Webber.
- Colm Wilkinson, primo Fantasma canadese.
- Rob Guest, Fantasma dell'Opera australiano con più di duemila repliche.
- Anthony Warlow, Fantasma australiano.

## Nella cultura di massa
- Il Fantasma dell'Opera appare nella serie televisiva statunitense Beetleborgs - Quando si scatena il vento dell'avventura nell'episodio “Il Fantasma di Hillhurst”. In questo episodio, Erik dimostra di aver sorprendenti poteri paranormali. Erik è un amico di infanzia di Christine e Flabber che, dopo il rogo dell'Opéra Garnier è fuggito a Hillhurst. Qui, il Fantasma sente Jo cantare e si convince che la voce della donna sia come quella dell'amata Christine; così, Erik ipnotizza la donna e la costringe a cantare per lui. Flabber allora chiama in aiuto Drew e Roland che aiutano il Fantasma a ricongiungersi con l'amata Christine.
- Nella puntata di “Spongebob” Qualcosa puzza, Spongebob suona una musica lugubre con un organo a canne, indossando un mantello scuro e, quando si volta verso la luce, si vede chiaramente che parte del volto è nascosto da una maschera bianca.
- Nella puntata “Roller Coaster the Musical” del cartone animato “Phineas e Ferb”, si vede Phineas seduto su una gondola in un tunnel sotterraneo e Ferb accanto a lui con un mantello scuro e una maschera bianca, mentre entrambi cantano “Hey, Ferb!”
- Nella puntata de “I Simpson” Il matrimonio di Lisa, il preside Skinner e Miss Hoover parlano della tragica morte di Martin Prince avvenuta qualche anno prima a causa di un'esplosione nel laboratorio di chimica; tuttavia, si vede che Martin in realtà è vivo ed abita nei sotterranei della scuola con indosso un mantello nero e una maschera bianca.
- Nella puntata de "I Simpson" Il Bob italiano la famiglia Simpson si trova a Roma ad una rappresentazione di "Pagliacci" e Homer chiede di poter fare il Fantasma dell'Opera, ma ovviamente non è possibile. Allora Homer, coprendosi la metà destra del viso, dice "Ma faccio un'interpretazione da Oscar! Guaaa! Sono il super cattivo più gaio di tutti i tempi, attento alle mie candele, miticus profumus!"
- In una puntata di Robot Chicken il Fantasma dell'Opera suona un organo.
- Nel fumetto “La Lega degli Straordinari Gentlemen” il Fantasma dell'Opera appare come uno dei membri de Les Hommes Mystérieux.
- Al personaggio di Erik è ispirato quello di Fantômas.
- Nel videogioco “Drawn to Life: The Next Chapter” il personaggio di Salem è ispirato a quello del Fantasma dell'Opera.
- Nel film Gremlins 2 - La nuova stirpe un Gremlin lancia dell'acido sul volto di un compagno, deturpandogli il volto a tal punto da costringerlo ad indossare una maschera, proprio come il deforme Erik.
- Il gruppo heavy metal inglese Iron Maiden, nel proprio album d'esordio, ha dedicato una canzone vicenda di Erik, chiamata proprio "Phantom of the Opera"
- Il gruppo metal americano Iced Earth ha scritto una canzone intitolata “The Phantom Opera Ghost”.
- Nell'episodio Il Fantasma del Telethon (4x07) di American Dad, Roger Smith fa una parodia del personaggio, ne copia il costume, ne cita le battute alla lettera e riproduce anche la famosa melodia suonata del fantasma.
- Il gruppo metal finlandese Nightwish ha reinterpretato, riarrangiandola, la title track "The Phantom of the Opera" dal musical omonimo di Andrew Lloyd Webber. Tarja Turunen e Marco Hietala interpretano rispettivamente Christine e il fantasma.
- Nel telefilm Non può essere!, per la puntata sulla prova di coraggio delle ragazze, Carmelo si traveste da fantasma dell'opera, e, insieme a Rosmery, terrorizza le "avventurose".
- Nella serie di bambole Monster High, lui ha una figlia, Operetta.
- Il personaggio di Kurt nella terza stagione del telefilm Glee, prepara un'esibizione musicale dove interpreta il ruolo di Erik (il fantasma) per un provino d'ammissione ad una famosa scuola di musica.
- Appare in Hotel Transylvania 2 come musicista residenziale dell'hotel.
- Appare nel videoclip del brano Everybody dei Backstreet Boys, interpretato dal membro della boy band AJ McLean.
- Nel videogioco Fate/Grand Order appare come Servant di classe Assassin. Da notare che, in base alla dichiarazione dell'illustratore Shimaudon, non è il personaggio del romanzo ma la persona che ne divenne il modello: difatti è la maschera ad avere la forma da teschio, mentre la sua deformità sono delle mani grottesche con artigli affilati come coltelli.